# Infest (Papa Roach)
Infest è il secondo album in studio del gruppo musicale statunitense Papa Roach, pubblicato il 25 aprile 2000 dalla DreamWorks Records.
Nel 2020 la rivista Kerrang! l'ha inserito nella sua lista dei 21 migliori album nu metal di sempre, in terza posizione.

## Antefatti
Si tratta del primo album pubblicato dal gruppo per conto di un'etichetta discografica di rilievo almeno nazionale.
Il gruppo si formò nel 1993, proponendo inizialmente sonorità funk metal e rap rock. Nel febbraio del 1997 pubblicarono il loro primo album in studio, Old Friends from Young Years, senza appoggi da parte di case discografiche. Nel 1999 pubblicarono un demo con le prime versioni dei brani Last Resort, Broken Home, She Loves Me Not, Infest e Dead Cell. Il gruppo si esibì in quel periodo in diversi tour e inaugurarono un ambiente underground di fan in California. Grazie al successo in sordina del demo del 1999, notato dai produttori Tim & Bob, il gruppo firmò un contratto con la DreamWorks Records e pubblicò un anno dopo l'esordio ufficiale, rivisitando gran parte dei brani scritti all'epoca.

## Scrittura e registrazione
Il gruppo registrò Infest in studio alla fine del 1999. I vecchi brani Last Resort, Broken Home, Revenge e Dead Cell, composti in anni precedenti, furono rivisitati con alcuni cambiamenti di testo. Il gruppo scelse anche quali canzoni introdurre nella lista tracce: tra queste comparvero Obsession, poi ribattezzata Between Angels and Insects e poi Blood Brothers e Never Enough. Alle tracce Revenge e Snakes collaborò, con alcuni scratch, l'ex disc jockey Adam Goldstein. Il gruppo completò la registrazione dell'album all'inizio del 2000.

## Descrizione
Il disco contiene tre canzoni scritte in quel periodo: Between Angels and Insects, Blood Brothers e Never Enough; Infest, Last Resort, Broken Home e Dead Cell prese dal demo composto per la Warner Bros.; Revenge in Japanese cambiata in Revenge, Thrown Away da 5 Tracks Deep e Legacy (bonus tracks), Binge, Snakes e una versione acustica di Tightrope da Let 'Em Know.
A livello mondiale ha venduto più di 7 milioni di copie, di cui 3 milioni negli Stati Uniti, dove è stato premiato con tre dischi di platino.
Prodotto da Jay Baumgardner, contiene brani caratterizzati da forti elementi alternative metal (Broken Home, Never Enough, Binge), hardcore punk (Blood Brothers) e rap metal (Snakes, Dead Cell, Between Angels and Insects), incentrati sui problemi esistenziali e familiari del cantante Jacoby Shaddix, noto all'epoca col nome d'arte provvisorio Coby Dick. Nella lista tracce del disco c'è anche Last Resort, la canzone più celebre del gruppo, che parla del suicidio e dei motivi che spesso spingono a commetterlo.
Nel 2002 Dead Cell entrò nella colonna sonora del film La regina dei dannati.
L'8 settembre 2017 il gruppo ha pubblicato una versione in vinile dell'album.

## Accoglienza
| Recensione           | Giudizio            |
| -------------------- | ------------------- |
| AllMusic             | [ 1 ]               |
| Entertainment Weekly | C-                  |
| Piero Scaruffi       | [ 19 ]              |
| Robert Christgau     | Menzione Meritevole |
| Rolling Stone        |                     |
| ThePRP               |                     |
| Stereology           | (10/10)             |

Stephen Thomas Erlewine, critico della rivista AllMusic, diede un giudizio positivo all'album, elogiando la capacità del gruppo di "offrire tracce introspettive, vagamente autobiografiche e fortemente somiglianti a singoli veri e propri, per quanto riconducibili a sonorità rap metal ormai non più attuali".

## Tracce
Edizione standard
Testi e musiche dei Papa Roach
1. Infest – 4:08
2. Last Resort – 3:19
3. Broken Home – 3:41
4. Dead Cell – 3:06
5. Between Angels and Insects – 3:54
6. Blood Brothers – 3:32 – rimpiazzata da Legacy nella versione censurata dell'album
7. Revenge – 3:41
8. Snakes – 3:30
9. Never Enough – 3:34
10. Binge – 3:47
11. Thrown Away – 9:38 – contiene la traccia fantasma Tightrope

Import Bonus Tracks
1. Legacy – 3:04
2. Dead Cell (Live) – 3:51
3. Last Resort (Video) – 3:18

## Formazione
- Jacoby Shaddix - voce
- Jerry Horton - chitarra
- Tobin Esperance - basso
- Dave Buckner - batteria

Altri musicisti
- Adam Goldstein - giradischi (Revenge e Snakes)

## Classifiche

### Classifiche settimanali
| Classifiche (2000-01) | Posizione massima |
| --------------------- | ----------------- |
| Australia             | 50                |
| Austria               | 12                |
| Belgio (Fiandre)      | 9                 |
| Canada                | 5                 |
| Finlandia             | 9                 |
| Germania              | 5                 |
| Irlanda               | 13                |
| Nuova Zelanda         | 22                |
| Paesi Bassi           | 47                |
| Regno Unito           | 9                 |
| Stati Uniti           | 5                 |
| Svizzera              | 16                |

### Classifiche di fine anno
| Classifica (2000) | Posizione |
| ----------------- | --------- |
| Stati Uniti       | 27        |
| Classifica (2001) | Posizione |
| Belgio (Fiandre)  | 28        |
| Germania          | 64        |
| Regno Unito       | 59        |
| Stati Uniti       | 116       |
| Svizzera          | 90        |